# 赤崁赤慈宮
赤慈宮，是位於臺灣高雄市梓官區的一座廟宇，創建於清道光年間，主祀天上聖母（又稱赤崁媽）、天上二聖母、天上三聖母，陪祀神明為註生娘娘、福德正神、太歲星君，從祀神明為千里眼將軍、順風耳將軍。日治昭和四年（1929年），鄉民為感念神明保佑，於現址立廟，以赤崁公祠恭奉聖像，名曰赤慈宮，而後又經修建，赤慈宮現今宮廟巍峨，成為梓官區信仰聖地。

## 外部連結
- 赤崁赤慈宮的Facebook專頁